# کیوهارا نو ایه‌هیرا
کیوهارا نو ایه‌هیرا (به ژاپنی: 清原家衡 Kiyohara no Iehira); ۱ ژانویهٔ ۱۰۵۰ – ۱۱ دسامبر ۱۰۸۷) یکی از اعضای خاندان کیوهارا بود که در دوره هی‌آن در ژاپن قدرت قابل توجهی در منطقه توهوکو از حدود ۱۰۶۳ تا ۱۰۸۹ داشت. وی همچنین یکی از شرکت کنندگان اصلی در جنگ گوساننن بود.